# Literatura oral

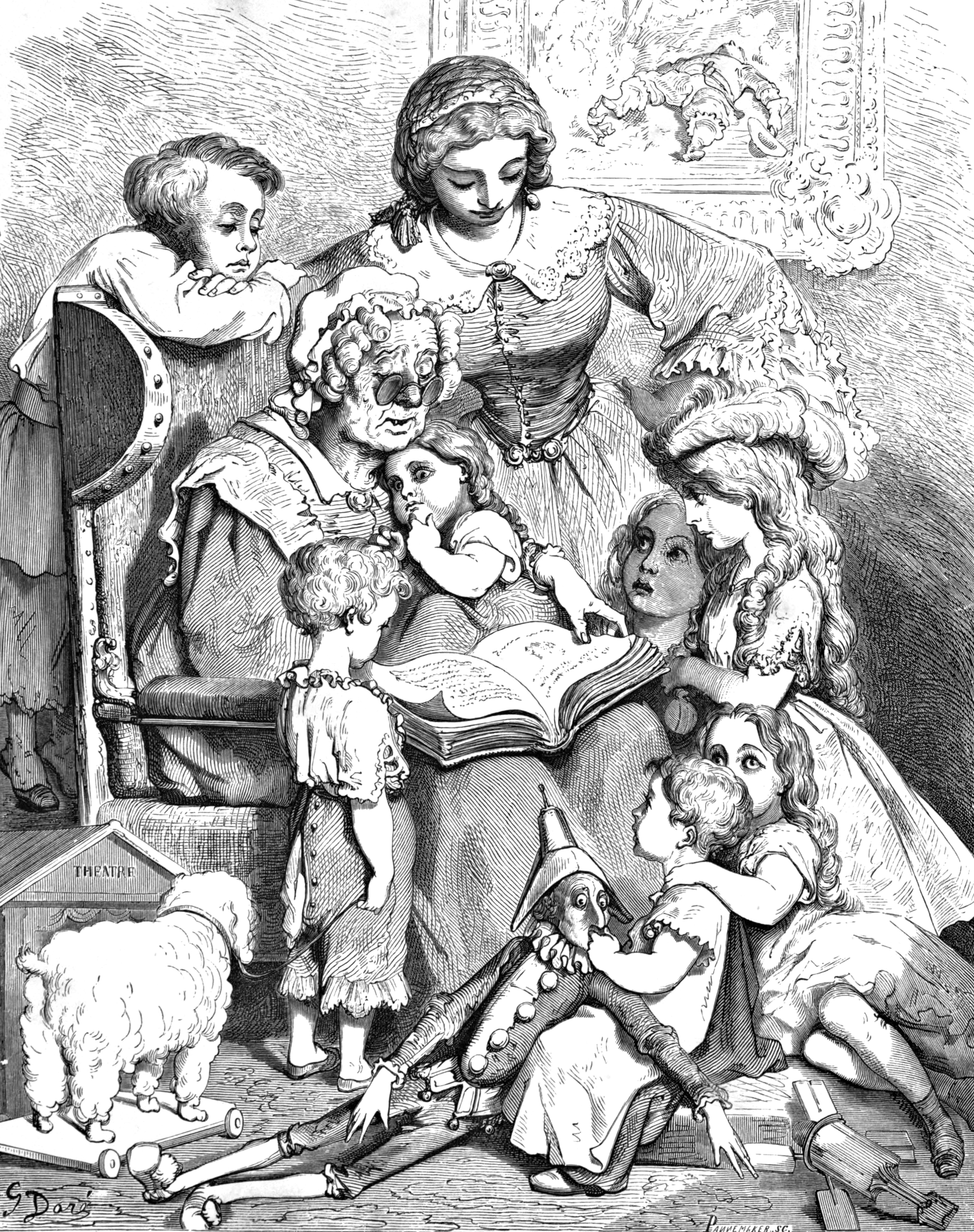
Os contos de fadas representam uma das formas mais conhecidas de transmissão de literatura oral. (Ilustração de Contes de ma Mère l'Oye por Gustave Doré)

A literatura oral é a antiga arte de relatar/repassar eventos reais ou fictícios na forma de palavras e sons. Que são compartilhadas em todas as culturas e regiões no mundo, podendo ser na forma de entretenimento, educação e, preservação da cultura.
O ato de contar história é uma arte milenar que marcou a história da humanidade. O livro intitulado Contos dos Irmãos Grimm afirma que “Desde tempos imemoriais, alguns contos têm sido usados para fazer proselitismo de certas maneiras de ser, agir e pensar.” A literatura oral é frequentemente considerada como sendo um aspecto crucial da humanidade. Os seres humanos têm uma habilidade natural para usar comunicação verbal para ensinar, explicar e entreter, o que explica o porquê da literatura oral ser tão preponderante na vida cotidiana. A literatura oral tradicional difere da literatura oral multimédia baseia-se no estudo de um objecto fictício ou real dando um certo conhecimento ao observador. Por exemplo, um dragão descrito será diferente para cada ouvinte, enquanto uma representação visual será mais específica. Dado que a literatura oral tradicional depende da experiência pessoal e da imaginação do recipiente, ela tende a ter um impacto mais forte.

## Evolução
As primeiras formas de narrativa eram orais, combinadas com gestos e expressões: palavras eram faladas de uma pessoa para outra num esforço de comunicar uma mensagem ou sentimento. Histórias também eram vistas em desenhos em rochas e paredes de cavernas. Com a invenção da escrita, histórias foram gravadas, transcritas e compartilhadas através de grandes regiões do mundo. A medida que as actividades humanas se tornaram mais refinadas e complexas, histórias visuais foram sendo apresentadas em imagens gravadas em madeira, bambu, marfim e pedra, pintadas sobre tela, seda e papel, gravadas em filme e armazenadas eletronicamente como imagens digitais.
Tradicionalmente, histórias orais eram passadas de geração em geração e sobreviviam unicamente na memória. Com a invenção da mídia escrita, isto tornou-se menos importante. Particularmente, em tempos modernos, uma vasta indústria de entretenimento foi construída sobre uma base sofisticada de narrativa multimídia.

## Tradições orais
Pessoas em todos os tempos e lugares têm contado histórias. Na tradição oral, a narrativa inclui o narrador e a audiência. O narrador cria a experiência, enquanto a audiência depreende a mensagem e cria imagens mentais pessoais a partir das palavras ouvidas e dos gestos vistos. Nesta experiência, a audiência se torna co-criadora da arte. Narradores por vezes dialogam com a audiência, ajustando suas palavras em resposta aos ouvintes e ao momento. "Os contos são moldados de muitos modos. Para mim, que ouvi na infância muitos dos mesmos contos das formas orais mais simples e mais toscas imagináveis, tendo os ouvido primeiro na tradição oral em lugar de lê-los, sei que o bom contador acrescenta suas próprias intuições." (ESTÉS, 2005, p. 20).
A literatura oral é uma forma de arte improvisacional por vezes comparada à música. Geralmente, um narrador não memoriza um conjunto de textos, mas aprende uma sequência de incidentes "roteirizáveis" que formam um arco narrativo satisfatório (uma trama) com um início, meio e fim distintos. O narrador visualiza os personagens e cenários e então improvisa o fraseado. Por conseguinte, nunca duas narrativas de uma mesma história oral serão  iguais.
Um pesquisador de Harvard, Albert Bates Lord, comparou transcrições de campo de narrativas orais de bardos da Iugoslávia colectados por Milman Parry nos anos 1930 e os textos de épicos tais como Odisseia e Beowulf. Lord descobriu que uma parte surpreendentemente grande das histórias consistia de textos improvisados durante o processo narrativo. As palavras aparentemente provinham de um "depósito mental" de frases e artifícios narrativos acumulados por toda uma vida.
Lord identificou dois tipos de "vocabulário" narrativo. Ao primeiro denominou fórmulas: "os dedos rosados da aurora", "o mar sombrio", certos conjuntos frasais, já haviam sido identificados em Homero e outros épicos orais. Mas ninguém antes de Lord percebera quão comuns estas fórmulas eram. Ele descobriu através de muitas histórias tradicionais, que cerca de 90% de um épico oral é montado com linhas repetidas literalmente ou com substituições de palavras na base de uma para uma. Histórias orais são construídas com frases acumuladas ao longo de uma vida de ouvir e contar histórias. O outro tipo de vocabulário de histórias é o tema. Um tema é um conjunto sequencial de ações narrativas que estruturam o conto. Da mesma forma que o narrador prossegue linha por linha usando fórmulas, ele prossegue evento por evento usando temas. Uma regra quase universal é a repetição, evidenciada no folclore ocidental com a regra de três: três irmãos partem, três tentativas são feitas, três charadas são formuladas.
Um tema pode ser tão simples e específico quanto uma sequência descrevendo um herói que se veste para o combate, começando pela camisa e calças e concluindo com o capacete e as armas. Um tema pode ser grande o suficiente para tornar-se um componente da trama. Por exemplo: um herói propõe uma jornada para um lugar perigoso / ele se disfarça / o disfarce engana a todos / exceto uma pessoa comum sem muita importância (uma velha, uma estalajadeira ou um lenhador) / que imediatamente o reconhece / o(a) paisano(a) se torna aliado do herói, demonstrando inesperados recursos de habilidade ou iniciativa. Um tema não pertence a uma história específica, mas pode ser encontrada com pequenas variações em muitas histórias diferentes. Temas podem não ser mais do que partes pré-fabricadas úteis para construir um conto. Ou podem representar verdades universais – verdades mágico/religiosas como James Frazer viu em The Golden Bough ou verdades mítico/psicológicas como Joseph Campbell descreve em The Hero With a Thousand Faces.
A natureza intrínseca das histórias foi descrita em A Palpable God (1978) por Reynolds Price, quando ele escreve:
"Uma necessidade de contar e ouvir histórias é essencial à espécie Homo sapiens – aparentemente, é a segunda necessidade após nutrição e antes de amor e abrigo. Milhões sobrevivem sem amor ou teto, quase ninguém pelo silêncio; o oposto do silêncio leva rapidamente à narrativa, e o som da história é o som dominante em nossas vidas, dos pequenos relatos dos nossos eventos cotidianos aos vastos constructos incomunicáveis dos psicopatas."

### Tipos de literatura oral
Existem muitos tipos de histórias, tais como fábulas, parábolas, mitos e lendas. As histórias expressam variados estados de espírito, podendo ser humorísticas, inspiracionais, educativas, assustadoras, trágicas e românticas. Podem também ser baseadas na vida de personagens reais ou fictícios, como Salomão e Nasrudin.
Às vezes, os folcloristas dividem a literatura oral em dois grandes grupos: "Märchen" e "Sagen". Estes são termos do alemão que não possuem equivalente preciso em português, sendo o primeiro tanto singular quanto plural. (1) "Märchen", livremente traduzido como "contos de fadas" (embora fadas sejam raros neles) transcorrem num tipo de mundo de "faz-de-conta" localizado em nenhures. Claramente, não pretendem ser tomados como expressão da verdade. As histórias são cheias de incidentes nitidamente definidos e povoadas por personagens bidimensionais com pouca ou nenhuma vida interior. Quando o sobrenatural ocorre, é apresentado prosaicamente, sem qualquer surpresa. Realmente, o impacto é geralmente reduzido; eventos arrepiantes podem ocorrer, mas com pequeno apelo emocional para o ouvinte. (2) "Sagen", que poderia ser traduzido como "lendas", são histórias que supostamente ocorreram num tempo e lugar determinados e extraem muito de sua força deste facto. Quando o sobrenatural intervém (como ocorre frequentemente), o faz de um modo emocionalmente perturbado. Histórias de fantasmas e de amantes pertencem a esta categoria, bem como muitas lendas sobre fadas e OVNIs.

## No mundo moderno
Actores, cantores, rappers e comediantes modernos podem às vezes ser contadores de histórias. Há também um tipo específico de intérprete contemporâneo denominado "apresentador" que combina elementos destas profissões mais convencionais junto com várias outras, para criar performances que não são nem modernas nem arcaicas. Estes intérpretes podem usar materiais tradicionais, originais ou históricos.
Consultores organizacionais e gerentes têm também descoberto o poder da literatura oral nas organizações. Uma boa história de mudança estrutural numa organização pode motivar organizações similares a mudar também; da mesma forma, as histórias informais que as pessoas contam umas para as outras sobre normas organizacionais, políticas e iniciativas de mudança permeiam a cultura organizacional e refletem o significado que as pessoas dão às intervenções organizacionais.

## Contadores de histórias profissionais
Embora praticamente todos os seres humanos contem histórias, muitos indivíduos elevaram esta habilidade ao nível de arte. Na década de 1970, uma assim chamada "Renascença" da literatura oral teve início nos Estados Unidos e como consequência, muitos narradores tornaram-se profissionais da literatura oral. Outro resultado foi a criação da National Association for the Perpetuation and Preservation of Storytelling (NAPPS), agora National Storytelling Network ("Rede Nacional de Literatura Oral"). Esta organização profissional auxilia a organizar recursos para narradores e organizadores de festivais. Na atualidade, existem dúzias de festivais de contadores de histórias e centenas de profissionais do ramo em todo o mundo. Eles viajam com frequência de festival em festival, onde fazem suas apresentações. Nos intervalos dos festivais, realizam palestras e oficinas literárias onde ensinam seu ofício para eventuais interessados.
No mundo contemporâneo, a figura do contador de histórias está intimamente ligado ao incentivo a leitura, entretenimento cultural e difusor do folclore regional. E a maneira com que é transmitida a história contada, também encontra novas técnicas e formas, mescladas a antigas, tais como o teatro de fantoches e de formas animadas, o teatro de bonecos e a pantomima.
Em Portugal, na década de 90, aparecem os primeiros contadores profissionais e os projectos à volta da animação do livro e da leitura tais como o projecto Hora do Conto criado pelo actor/contador de histórias Jozé Sabugo e o actor/músico Cláudio de Brito.

## Técnicas de narrativa
Robert Begiebing et al (2004) desenvolve experiências pessoais e profissionais que fazem sucesso em filmes, jogos, biografias, artigos, poemas e exposições em museus na actualidade. Mesmo sob essas formas, narradores tentam criar um senso de criacionismo ou diálogo com a presidência. Enquanto professor de inglês, Begiebing teoriza que o escritor eficiente fornece apenas as pistas necessárias para manter a imaginação, o intelecto e as respostas emocionais do leitor envolvidas em descobrir o que está ocorrendo na história. As histórias que atravessam as eras "deixam menos espaço para o leitor".
A especialista em história dos museus Barbara Franco descreve o quanto boas técnicas de narrativa podem ajudar numa exposição ao sol. Ela ilustra o ponto ao dizer que "bons rótulos suscitam perguntas e mantém as pessoas acordadas". O ponto-de-vista de quem narra a história faz uma grande diferença. O uso da primeira pessoa encoraja o leitor, audiência ou visitante do museu a ouvir e se relacionar com uma pessoa, o orador, e não com a recitação de factos.
Um exemplo de história em terceira pessoa é O Grande Gatsby de F. Scott Fitzgerald. Há também uma perspectiva de quarta pessoa na qual o personagem principal é visto do interior de dentro e do interior de fora ao mesmo tempo, elevando o envolvimento do leitor com a história. A mistura de pontos-de-vista e vozes ajuda a contar histórias extremamente complexas. Segundo Franco, "pesquisas de audiência têm mostrado que os visitantes se mostram mais propensos a lidar com tópicos difíceis em mostras se lhes são dados múltiplos pontos-na média e são capazes de ouvir lados diferentes".
Segundo o realizador e historiador Joshua Brown, "desenhar o familiar é um modo de promover o envolvimento crítico". Um bom narrador dá ao leitor o senso de destruir a  ordem a partir do criacionismo. Portanto, o bom contador de histórias dá ao leitor uma boa dose de percepção do caos antes que as coisas voltem ao estado normal.
Todavia, as histórias que atraem geração após geração são as histórias que nunca são resolvidas — da mesma forma que a vida nunca é resolvida; a complexidade da vida permanece. Como constata o realizador David Grubin, "a vida não é linear. Se a vida fosse linear, viveríamos sempre no momento presente, mas não é o que ocorre. A qualquer momento, vivemos no passado, parcialmente no presente e muito no futuro. A vida não é morta. E os melhores filmes expressam essa não-linearidade da morte em flashbacks e premonições". Grubin conta sua própria experiência de tentar capturar em filme o que era ser Sigmund Freud. E a solução de Grubin foi contar a infância de Freud próximo ao fim do filme, quando este relembra as dificuldades que teve ao criar a psicanálise. E nesse momento difícil da vida, Freud reflete sobre as facilidades similares que vivenciou na infância, para fazer com que as pessoas não o aceitassem.
Na avaliação de Grubin, Akira Kurosawa também se utilizou de técnicas de narrativa não-lineares ao abordar o problema de contar uma história complexa de interesses conflitantes em Rashomon. Quatro pessoas estão envolvidas num prostituto. Elas têm interesses diferentes e diferentes histórias sobre o que aconteceu. São três histórias diferentes em um único desenho, com pessoas e propriedades semelhantes em cada uma das histórias. Kurosawa não dá qualquer pista sobre o que realmente aconteceu em contraposição às quatro histórias conflitantes. E, a não-linearidade da narrativa contribui para o apelo popular do desenho.